# Maximiliano Suárez
Maximiliano  Suárez Díaz (Montevideo, 7 de febrero de 1988) es un futbolista uruguayo que se desempeña como delantero en Punto Clave de Fútbol 7.

## Clubes
| Club             | País                 | Año             |
| ---------------- | -------------------- | --------------- |
| Huracán Buceo    | Uruguay              | 2006 - 2008     |
| Central Español  | Uruguay              | 2008 - 2010     |
| Metapán          | El Salvador          | 2011 - 2013     |
| Central Español  | Uruguay              | 2013 - 2014     |
| Universiadad Q&M | República Dominicana | 2014 - 2016     |
| Punto Clave      | Uruguay              | 2016 - Presente |

## Vida personal
Maximiliano es el tercero de los 4 hermanos Suárez que se dedican al Fútbol. Su hermano mayor es Paolo Suárez, futbolista profesional que militó en el fútbol de América Central. Le sigue Luis Suárez del Club Nacional de Football de la Primera División de Uruguay, y por último y como hermano menor Diego Suárez que milita en el fútbol uruguayo.
Tiene dos hijos, el mayor llamado Ian Suárez, y el menor Lorenzo Suárez. Su esposa se llama Stefani.